# Annie Martin
Annie Martin (Lachine, 7 settembre 1981) è un'ex giocatrice di beach volley canadese.

## Biografia
Ha debuttato nel circuito professionistico internazionale il 18 giugno 2002 a Gstaad, in Svizzera, in coppia con Guylaine Dumont piazzandosi in 33ª posizione. Il 3 luglio 2004 ha ottenuto il suo miglior risultato in una tappa del World tour piazzandosi al quarto posto a Stavanger, in Norvegia, sempre insieme a Guylaine Dumont.
Ha preso parte a due edizioni dei Giochi olimpici: ad Atene 2004, dove si è classificata quinta con Guylaine Dumont, ed a Londra 2012, in cui ha chiuso al diciannovesima posizione con Marie-Andrée Lessard.
Ha altresì partecipato a cinque edizioni dei campionati mondiali, ottenendo come miglior risultato la nona piazza a Rio de Janeiro 2003 in coppia con Guylaine Dumont.